# Jan van Walsem
Jan van Walsem (Oudenrijn, 18 juni 1947) is een Nederlands ondernemer en voormalig politicus namens Democraten 66. Hij was en is actief bij de werkgeversorganisaties.
Van Walsem studeerde, na het Voorbereidend Hoger en Middelbaar Onderwijs in Bilthoven te hebben afgerond in 1967 en zijn dienstplicht te hebben vervuld, van 1969 tot 1974 notarieel recht aan de Rijksuniversiteit Utrecht. Aansluitend trad hij in de voetstappen van zijn vader, en werd hij ondernemer in de installatiebranche van 1975 tot 1987. Van 1977 tot 1983 zit hij namens D'66 in de gemeenteraad van Harderwijk, waar hij ook enige tijd fractievoorzitter is. In 1984 wordt hij bestuurdlid van D'66 regio Gelderland, tot hij van 1988 - 1994 voorzitter wordt van de werkgeversorganisatie voor de installatiebranche, VNI. In 1994 is hij, net als in 1999, kortstondig directeur-eigenaar van Naupegus B.V. Van 1990 - 1994 was hij plaatsvervangend lid van de Sociaal-Economische Raad.
In 1994 wordt Van Walsem verkozen als lid van de Tweede Kamer der Staten-Generaal. In 1998 wordt hij in eerste instantie niet herkozen, maar door de vorming van een kabinet en de vrijgekomen plaatsen mag hij alsnog plaatsnemen in de Kamer voor een tweede termijn. In de Kamer was hij woordvoerder voor onder meer economische zaken (industriebeleid, winkeltijden) en marktwerking in het openbaar vervoer. In zijn eerste termijn was hij kortstondig lid van de tijdelijke commissie Onderzoek College van toezicht sociale verzekeringen in 1996. Maakte zich sterk voor betere verantwoording van overheidsuitgaven en was in zijn tweede termijn voorzitter van de commissie voor de rijksuitgaven.
Hij voerde namens zijn fractie in 1999 het woord bij het debat met de regering over het rapport van de Parlementaire enquête naar de Bijlmerramp. Hij deed van zich spreken toen hij zich zeer kritisch uitliet over de band die tussen het koningshuis en de familie Zorreguieta zou ontstaan door het huwelijk van de prins van Oranje. In 2001 stemden hij en mevrouw Giskes als enigen van de gezamenlijke D66-fracties tegen het wetsvoorstel waarin aan de prins van Oranje toestemming werd verleend voor een huwelijk met Máxima Zorreguieta.
In 2002 werd hij voorzitter van de Koninklijke Federatie van Ondernemers in het schildersbedrijf. Hij was ook enige tijd lid van het bestuur van MKB Nederland en diverse raden van toezicht en commissarissen.
- Parlement.com: vg09lllzshxw